# Bret McKenzie

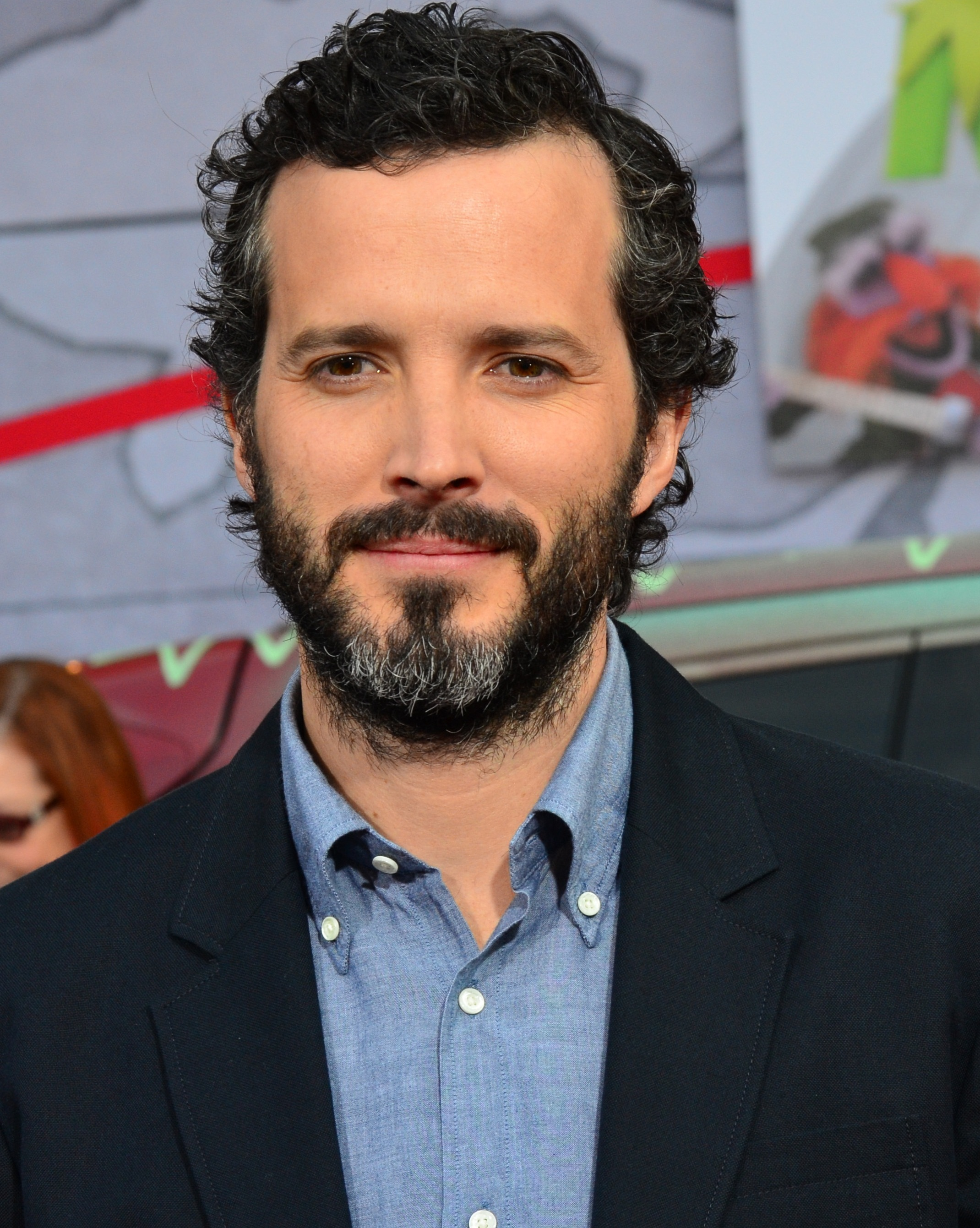
Bret McKenzie bei der Filmpremiere von Muppets Most Wanted im März 2014

Bret McKenzie ONZM (* 29. Juni 1976 in Wellington, Neuseeland) ist ein neuseeländischer Schauspieler, Musiker, Komiker und Oscar-Preisträger. Er ist der Sohn des neuseeländischen Schauspielers Peter McKenzie. Weltweite Beachtung fand er unter anderem als Mitglied des Comedy-Duos Flight of the Conchords an der Seite von Jemaine Clement und als Komponist für den Kinofilm Die Muppets.

## Leben
McKenzie war Musiker bei den Bands The Black Seeds und Karnivool. Unter dem Pseudonym Video Kid hat er das Album Prototype veröffentlicht. Er ist außerdem Mitglied im Wellington International Ukulele Orchestra.
Den größten Erfolg hatte er als Mitglied von Flight of the Conchords. Das Duo war international auf Tournee und hat bereits vier CDs veröffentlicht:
- Folk the World Tour (2002)
- The Distant Future (2007), mit dem Grammy ausgezeichnet
- Flight of the Conchords (2008), für den Grammy nominiert
- I Told You I Was Freaky (2009)

Die Conchords haben außerdem eine sechsteilige Comedy-Show für das Radio-Programm der BBC produziert und traten in zahlreichen Talkshows auf, wie Late Night with Conan O’Brien oder der Late Show with David Letterman.
Gemeinsam mit HBO produzierten die Conchords 22 Folgen in 2 Staffeln der Fernsehserie Flight of the Conchords.
Bret McKenzie ist als Statist im ersten und dritten Teil der Herr-der-Ringe-Filmtrilogie von Peter Jackson als Elb zu sehen. Sein Vater ist der Schauspieler Peter McKenzie, der in derselben Verfilmung König Elendil verkörpert.
In der 22. Staffel von Die Simpsons sprach McKenzie einen Schulpsychologen.
Für den Kinofilm Die Muppets komponierte Bret McKenzie insgesamt fünf Songs. McKenzies Man or Muppet wurde 2012 mit dem Oscar als bester Titelsong ausgezeichnet. Auch für die Fortsetzung Muppets Most Wanted komponierte er die Musik, zusammen mit Christophe Beck.
In Der Hobbit (2012/2013) hat er die Rolle des Elben Lindir übernommen.

## Filmografie
- 2001: Der Herr der Ringe: Die Gefährten (The Lord of the Rings: The Fellowship of the Ring)
- 2003: Der Herr der Ringe: Die Rückkehr des Königs (The Lord of the Rings: The Return of the King)
- 2007–2009: Flight of the Conchords
- 2008: The Drinky Crow Show
- 2010: Die Simpsons (Folge: "Elementary School Musical")
- 2012: Two Little Boys
- 2012: Der Hobbit – Eine unerwartete Reise (The Hobbit: An Unexpected Journey)
- 2013: Austenland

## Auszeichnungen
- 2012: "Man or Muppet" (Die Muppets) mit Oscar ausgezeichnet
- 2012: New Zealand Order of Merit